# کوندا (رود)
کوندا (به لاتین: Konda) یک رود در روسیه است که در ناحیه خودگردان خانتی-مانسی واقع شده‌است.